# 华泰证券
华泰證券股份有限公司（港交所：6886、上交所：601688、LSE：HTSC），簡稱华泰證券，是一家中国大陸的证券公司。

## 概况
华泰證券經營中國大陸的證券業務，包括代理證券買賣、還本付息、分紅派息、登記開戶、保管、鑒證、承銷、投資諮詢、客戶資產管理等。公司總部設在江苏南京。在香港设立有華泰國際，作為華泰證券國際業務平台，香港方面以「HTSC」業務經營，而子公司為「華泰金融控股(香港)有限公司」。

## 历史
华泰證券前身为江苏省证券公司，创立于1991年5月26日，最初注册资本注册资本为1000万元。
1993年3月30日，江苏省经济体制改革委员会批准江苏省证券公司为股份制试点企业，进行股份制改造，并更名为江苏东方证券股份有限公司。
1998年1月5日，获中国人民银行批准增资扩股，由30000万元调整为20200万元；更名为江苏证券有限责任公司。
1999年12月，再度扩股，注册资本变更为85032万元，同时公司更名为华泰证券有限责任公司。
2005年4月29日，受证监会委托托管亚洲证券（原“三峡证券”），后者48家营业部和12家服务部之后被并入华泰。
2006年11月  华泰證券在香港成立華泰國際金融控股有限公司，是其海外业务的旗舰。同年入股联合证券。
2009年7月，华泰成为联合证券大股东，联合证券改名为华泰联合证券。华泰证券针对其营业部分布和华泰联合进行了整合。
2010年於上海證券交易所上市，是上證50指數成份股之一。
2011年 华泰证券收购华泰联合证券的77家证券营业部，华泰联合证券不再从事证券经纪业务。原华泰联合证券所属的77家证券营业部改为华泰证券所属。
2015年5月中，騰訊主席馬化騰以7.8億港元認購該公司股份，根據招股資料顯示，該公司招股價為20.68至24.8港元之間，集資額為289.52億至347.2億港元，全球發售為14億H股，股份為2015年6月1日於港交所主板上市。
2016年4月11日華泰證券以7億8000萬美元, 收購美國加利福尼亞州康科德市投資服務公司AssetMark。
2019年6月12日華泰證券公佈發行全球存託憑證 ( GDR ) ，已獲英國金融市場行為監管局批准，將成滬倫通首例。
2021年7月24日，中国证券监督管理委员会发布《2021年证券公司分类结果》，共有103家券商参与。其中华泰证券被评为AA级，与2020年持平。

## 主要股東
截至2025年3月31日：
- 江苏省国信集团有限公司 A股,H股  15.21%
- 香港中央结算(代理人)有限公司 H股 14.03%
- 香港中央结算有限公司 A股 5.86%
- 江蘇交通控股有限公司 A股,H股 5.42%
- 江蘇高科技投資集團有限公司 A股,H股 3.95%
- 江苏省苏豪控股集团有限公司 A股,H股 3.08%
- 中国证券金融股份有限公司 A股 1.69%
- 江苏苏豪国际集团股份有限公司 A股,H股 1.5%
- 江苏宏图高科技股份有限公司 A股 1.36%
- 中央汇金资产管理有限责任公司 A股 1.07%

其中江苏省国信集团有限公司、江苏交通控股有限公司、江苏高科技投资集团有限公司、江苏省苏豪控股集团有限公司均为江苏省国资委所属独资企业。

## 附屬機構及聯屬公司
- 华泰联合证券有限责任公司，注册资本10亿元人民币，持有98.19%的股权。
- 華泰國際金融控股有限公司
- 华泰长城期货有限公司，注册资本6亿元人民币，持有60%的股权。
- 南方基金管理有限公司，注册资本1.5亿元人民币，持有45%的股权。
- 华泰柏瑞基金管理有限公司，注册资本2亿元人民币，持有49%的股权。
- 华泰紫金投资有限责任公司，注册资本5亿元人民币，持有100%的股权。
- 江苏银行股份有限公司，注册资本91亿元人民币，持有7.03%的股权。
- 华泰金融控股（香港）有限公司，注册资本3亿港元，持有100%的股权。
- 金浦产业投资基金管理有限公司，持有7.5%的股权。

## 連結
- HTSC.com.cn（页面存档备份，存于）
- LHZQ.com.cn（页面存档备份，存于）
- HTSC.com.hk（页面存档备份，存于）
- HTSC-US.com（页面存档备份，存于）